# Etilenglicol
Etilenglicol (denumit și mai simplu glicol sau denumirea IUPAC: 1,2-etandiol) este un compus organic din familia alcoolilor ce conține doi atomi de carbon într-o catenă saturată, de care se leagă două grupe hidroxil, fiind astfel un diol. Este folosit în general ca și materie primă la fabricarea fibrelor de poliester și în industria textilă; un mic procent este folosit în antigeluri. Este un lichid incolor, inodor și cu gust dulce și are o toxicitate ridicată (este nociv în cazul ingestiei).  Cea mai mică doză letală are valoarea LDLo = 786 mg/kg pentru oameni. 

## Producere
Etilenglicolul este produs plecându-se de la etilenă (numită și etenă), prin intermediul oxidului de etenă. Oxidul de etenă reacționează cu apa, obținându-se etilenglicol:
C2H4O + H2O   →   HO–CH2CH2–OH
Această reacție poate fi catalizată cu acizi sau cu baze, sau poate să aibă loc și la un pH neutru, dar la temperaturi ridicate. Cel mai mare randament este dat când reacția are loc în mediu acid sau neutru, dar cu exces mare de apă. În aceste condiții de reacție, randamentul formării etilenglicolului poate ajunge la 90%. Printre produșii secundari ai acestei reacții se numără oligomerii: dietilenglicol, trietilenglicol și tetraetilenglicol. 
Etilenglicolul poate fi produs și prin oxidarea etenei cu permanganat de potasiu în mediu bazic.
Anual, sunt produse aproximativ 6,7 miliarde de kilograme de compus. 

## Proprietăți chimice
Prin oxidare se obține un amestec de glicolaldehidă, glioxal, acid glicolic, acid glioxilic, acid oxalic.
Deshidratarea produce acetaldehidă.
Etilenglicolul este folosit în sinteza organică pentru a proteja grupe carbonil. Prin tratarea unei cetone sau unei aldehide cu etilenglicol în prezența unui catalizator (de exemplu, acidul p-toluensulfonic, sau trifluorura de brom cu dietileter) se obține 1,3-dioxolan, care este rezistent la acțiunea bazelor și a altor compuși nucleofili. Grupa protejată de 1,3-dioxolan poate fi eliminată, ulterior altor reacții, printr-o simplă hidroliză.  În exemplul de mai jos, compusul e protejat folosindu-se etilenglicol în prezența acidului p-toluensulfonic. Apa e eliminată prin distilare azeotropică, pentru deplasarea echilibrului chimic spre dreapta. 